# Agus (football)
Pour les articles homonymes, voir Agustín García (homonymie), García et Íñiguez.
Agustín García Íñiguez (né le 3 mai 1985 à Bonete) est un ancien footballeur espagnol. Il évoluait au poste de défenseur.
Sa carrière professionnelle a commencé avec Albacete Balompié en 2004.

## Palmarès
Vierge

## Source
- (de) Cet article est partiellement ou en totalité issu de l’article de Wikipédia en allemand intitulé « Agus García » (voir la liste des auteurs).